# Barbus huguenyi
Barbus huguenyi är en fiskart som beskrevs av Bigorne och Lévêque, 1993. Barbus huguenyi ingår i släktet Barbus och familjen karpfiskar. IUCN kategoriserar arten globalt som starkt hotad. Inga underarter finns listade.